# Solomon Mutswairo
Solomon Mangwiro Mutswairo (n. 26 aprilie 1924, Zimbabwe – d. noiembrie 2005) a fost un romancier și poet din Zimbabwe.
1. ↑  Solomon M Mutswairo, Encyclopædia Britannica Online, accesat în 9 octombrie 2017